# Michael Bay
Michael Benjamin Bay (n. 17 februarie 1965, Los Angeles, California, SUA) este un regizor și producător de film american. A fost născut la Los Angeles. Este cunoscut pentru filmele sale cu buget mare. Dintre cele mai importante pelicule ale sale pot fi menționate Bad Boys (1995, cu Will Smith și Martin Lawrence), The Rock (1996, cu Sean Connery și Nicolas Cage), Armageddon (1998, cu Bruce Willis și Ben Affleck), Bad Boys 2 (2003, cu Will Smith și Martin Lawrence), Transformers (2007), Transformers 2: Răzbunarea celor învinși (2009) și Transformers 3: Fața ascunsă a Lunii (2011).

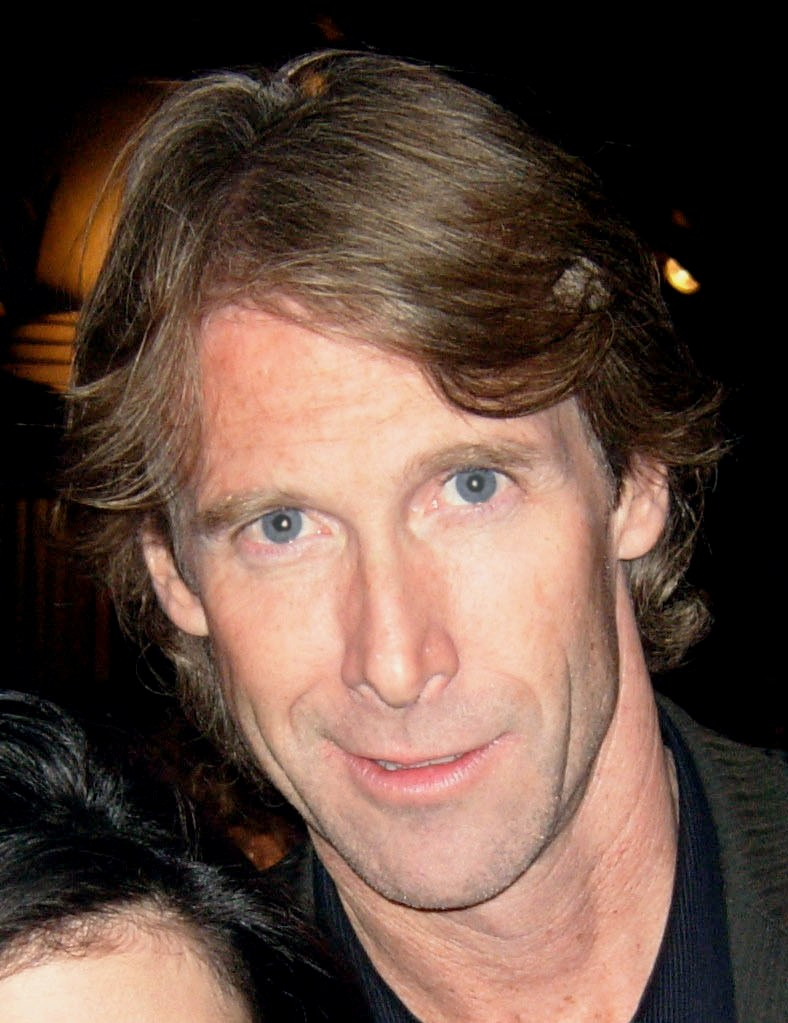
Michael Bay

## Colaborări frecvente

### Actori
| Actori                | Bad Boys (1995) | The Rock (1996) | Armageddon (1998) | Pearl Harbor (2001) | Bad Boys II (2003) | The Island (2005) | Transformers (2007) | Transformers: Revenge of the Fallen (2009) | Transformers: Dark of the Moon (2011) | Pain & Gain (2013) | Transformers: Age of Extinction (2014) |
| --------------------- | --------------- | --------------- | ----------------- | ------------------- | ------------------ | ----------------- | ------------------- | ------------------------------------------ | ------------------------------------- | ------------------ | -------------------------------------- |
| Ben Affleck           |                 |                 | Yes               | Yes                 |                    |                   |                     |                                            |                                       |                    |                                        |
| Steve Buscemi         |                 |                 | Yes               |                     |                    | Yes               |                     |                                            |                                       |                    |                                        |
| Peter Cullen          |                 |                 |                   |                     |                    |                   | Yes                 | Yes                                        | Yes                                   |                    | Yes                                    |
| Josh Duhamel          |                 |                 |                   |                     |                    |                   | Yes                 | Yes                                        | Yes                                   |                    |                                        |
| Michael Clarke Duncan |                 |                 | Yes               |                     |                    | Yes               |                     |                                            |                                       |                    |                                        |
| Kevin Dunn            |                 |                 |                   |                     |                    |                   | Yes                 | Yes                                        | Yes                                   |                    |                                        |
| Megan Fox             |                 |                 |                   |                     | Yes                |                   | Yes                 | Yes                                        |                                       |                    |                                        |
| Tyrese Gibson         |                 |                 |                   |                     |                    |                   | Yes                 | Yes                                        | Yes                                   |                    |                                        |
| Ed Harris             |                 | Yes             |                   |                     |                    |                   |                     |                                            |                                       | Yes                |                                        |
| Ken Jeong             |                 |                 |                   |                     |                    |                   |                     |                                            | Yes                                   | Yes                |                                        |
| Shia LaBeouf          |                 |                 |                   |                     |                    |                   | Yes                 | Yes                                        | Yes                                   |                    |                                        |
| Martin Lawrence       | Yes             |                 |                   |                     | Yes                |                   |                     |                                            |                                       |                    |                                        |
| Glenn Morshower       |                 |                 |                   | Yes                 |                    | Yes               | Yes                 | Yes                                        | Yes                                   |                    |                                        |
| Joe Pantoliano        | Yes             |                 |                   |                     | Yes                |                   |                     |                                            |                                       |                    |                                        |
| Michael Shannon       |                 |                 |                   | Yes                 | Yes                |                   |                     |                                            |                                       |                    |                                        |
| Will Smith            | Yes             |                 |                   |                     | Yes                |                   |                     |                                            |                                       |                    |                                        |
| Peter Stormare        |                 |                 | Yes               |                     | Yes                |                   |                     |                                            |                                       | Yes                |                                        |
| Tony Todd             |                 | Yes             |                   |                     |                    |                   |                     | Yes                                        |                                       |                    |                                        |
| John Turturro         |                 |                 |                   |                     |                    |                   | Yes                 | Yes                                        | Yes                                   |                    |                                        |
| Jon Voight            |                 |                 |                   | Yes                 |                    |                   | Yes                 |                                            |                                       |                    |                                        |
| Mark Wahlberg         |                 |                 |                   |                     |                    |                   |                     |                                            |                                       | Yes                | Yes                                    |
| Hugo Weaving          |                 |                 |                   |                     |                    |                   | Yes                 | Yes                                        | Yes                                   |                    |                                        |
| Julie White           |                 |                 |                   |                     |                    |                   | Yes                 | Yes                                        | Yes                                   |                    |                                        |

## Criticism
| An   | Film                                       | Rotten Tomatoes |
| An   | Film                                       | Overall         |
| ---- | ------------------------------------------ | --------------- |
| 1995 | Bad Boys                                   | 43%             |
| 1996 | The Rock                                   | 67%             |
| 1998 | Armageddon                                 | 39%             |
| 2001 | Pearl Harbor                               | 25%             |
| 2003 | Bad Boys II                                | 23%             |
| 2003 | The Texas Chainsaw Massacre                | 36%             |
| 2005 | The Amityville Horror                      | 23%             |
| 2005 | The Island                                 | 40%             |
| 2006 | The Texas Chainsaw Massacre: The Beginning | 12%             |
| 2007 | The Hitcher                                | 21%             |
| 2007 | Transformers                               | 57%             |
| 2009 | The Unborn                                 | 11%             |
| 2009 | Friday the 13th                            | 25%             |
| 2009 | Horsemen                                   | 40%             |
| 2009 | Transformers: Revenge of the Fallen        | 20%             |
| 2010 | A Nightmare on Elm Street                  | 15%             |
| 2011 | I Am Number Four                           | 32%             |
| 2011 | Transformers: Dark of the Moon             | 36%             |
| 2013 | Pain & Gain                                | 45%             |
| 2013 | The Purge                                  | 38%             |

## Premii și nominalizări
| An   | Premiu                                   | Categorie                                                       | Film                                | Rezultat     |
| ---- | ---------------------------------------- | --------------------------------------------------------------- | ----------------------------------- | ------------ |
| 1995 | MTV Movie Award                          | Best Action Sequence                                            | Bad Boys                            | Nominalizare |
| 1996 | MTV Movie Award                          | Best Movie                                                      | The Rock                            | Nominalizare |
| 1996 | MTV Movie Award                          | Best Action Sequence                                            | The Rock                            | Nominalizare |
| 1996 | ShoWest Convention Award                 | Favorite Movie of the Year                                      | The Rock                            | Câștigat     |
| 1996 | Saturn Award                             | Best Action/Adventure/Thriller Film                             | The Rock                            | Nominalizare |
| 1998 | Award of the Japanese Academy            | Best Foreign Film                                               | Armageddon                          | Nominalizare |
| 1998 | Golden Raspberry Award                   | Worst Director                                                  | Armageddon                          | Nominalizare |
| 1998 | Golden Raspberry Award                   | Worst Picture                                                   | Armageddon                          | Nominalizare |
| 1998 | MTV Movie Award                          | Best Movie                                                      | Armageddon                          | Nominalizare |
| 1998 | MTV Movie Award                          | Best Action Sequence                                            | Armageddon                          | Câștigat     |
| 1998 | Saturn Award                             | Best Director                                                   | Armageddon                          | Câștigat     |
| 1998 | Saturn Award                             | Best Science Fiction Film Shared with Alex Proyas for Dark City | Armageddon                          | Câștigat     |
| 2001 | DVD Exclusive Award                      | Best New, Enhanced or Reconstructed Movie Scenes                | Pearl Harbor                        | Nominalizare |
| 2001 | DVD Exclusive Award                      | Best Overall New Extra Features                                 | Pearl Harbor                        | Nominalizare |
| 2001 | Golden Trailer Award                     | Best Action Film                                                | Pearl Harbor                        | Nominalizare |
| 2001 | Huabiao Film Award                       | Outstanding Translated Foreign Film                             | Pearl Harbor                        | Câștigat     |
| 2001 | MTV Movie Award                          | Best Action Sequence                                            | Pearl Harbor                        | Câștigat     |
| 2001 | Golden Raspberry Award                   | Worst Director                                                  | Pearl Harbor                        | Nominalizare |
| 2001 | Golden Raspberry Award                   | Worst Picture                                                   | Pearl Harbor                        | Nominalizare |
| 2001 | Teen Choice Award                        | Best Drama/Action Adventure Movie                               | Pearl Harbor                        | Câștigat     |
| 2003 | Image Award                              | Outstanding Motion Picture                                      | Bad Boys II                         | Nominalizare |
| 2003 | MTV Movie Award                          | Best Action Sequence                                            | Bad Boys II                         | Nominalizare |
| 2005 | Saturn Award                             | Best Science Fiction Film                                       | The Island                          | Nominalizare |
| 2005 | Teen Choice Award                        | Choice Summer Movie: Action Adventure                           | The Island                          | Nominalizare |
| 2007 | Empire Award                             | Best Sci-Fi/Fantasy                                             | Transformers                        | Nominalizare |
| 2007 | Kid's Choice Award                       | Favorite Movie                                                  | Transformers                        | Nominalizare |
| 2007 | MTV Movie Award                          | Best Movie                                                      | Transformers                        | Câștigat     |
| 2007 | MTV Movie Award                          | Best Summer Movie You Haven't Seen Yet                          | Transformers                        | Câștigat     |
| 2007 | National Movie Award                     | Best Action/Adventure Movie                                     | Transformers                        | Nominalizare |
| 2007 | Saturn Award                             | Best Science Fiction Film                                       | Transformers                        | Nominalizare |
| 2009 | Kid's Choice Award                       | Favorite Movie                                                  | Transformers: Revenge of the Fallen | Nominalizare |
| 2009 | Golden Raspberry Award                   | Worst Director                                                  | Transformers: Revenge of the Fallen | Câștigat     |
| 2009 | Golden Raspberry Award                   | Worst Picture                                                   | Transformers: Revenge of the Fallen | Câștigat     |
| 2009 | Golden Raspberry Award                   | Worst Prequel, Remake, Rip-Off or Sequel                        | Transformers: Revenge of the Fallen | Nominalizare |
| 2009 | Saturn Award                             | Best Science Fiction Film                                       | Transformers: Revenge of the Fallen | Nominalizare |
| 2009 | Scream Award                             | Best Sequel                                                     | Transformers: Revenge of the Fallen | Câștigat     |
| 2009 | Teen Choice Award                        | Choice Summer Movie: Action Adventure                           | Transformers: Revenge of the Fallen | Nominalizare |
| 2009 | SFX Award                                | Best Director                                                   | Transformers: Revenge of the Fallen | Nominalizare |
| 2009 | Oklahoma Film Critics Circle Award       | Obviously Worst Film                                            | Transformers: Revenge of the Fallen | Câștigat     |
| 2011 | Alliance of Women Film Journalists Award | Sequel or Remake That Shouldn’t Have Been Made                  | Transformers: Dark of the Moon      | Nominalizare |
| 2011 | Evening Standard British Film Award      | Blockbuster of the Year                                         | Transformers: Dark of the Moon      | Nominalizare |
| 2011 | Golden Raspberry Award                   | Worst Director                                                  | Transformers: Dark of the Moon      | Nominalizare |
| 2011 | Golden Raspberry Award                   | Worst Picture                                                   | Transformers: Dark of the Moon      | Nominalizare |
| 2011 | People's Choice Award                    | Favorite Movie                                                  | Transformers: Dark of the Moon      | Nominalizare |
| 2011 | People's Choice Award                    | Favorite Action Movie                                           | Transformers: Dark of the Moon      | Nominalizare |
| 2011 | Scream Award                             | Best 3-D Movie                                                  | Transformers: Dark of the Moon      | Câștigat     |
| 2011 | Scream Award                             | Best F/X                                                        | Transformers: Dark of the Moon      | Nominalizare |
| 2011 | Scream Award                             | Best Science Fiction Movie                                      | Transformers: Dark of the Moon      | Nominalizare |
| 2011 | Scream Award                             | Holy Sh*t Scene of the Year                                     | Transformers: Dark of the Moon      | Nominalizare |
| 2011 | Teen Choice Award                        | Choice Summer Movie                                             | Transformers: Dark of the Moon      | Nominalizare |
| 2011 | Oklahoma Film Critics Circle Award       | Obviously Worst Film                                            | Transformers: Dark of the Moon      | Câștigat     |

## Legături externe
- Site web oficial
- The Institute
- Michael Bay la Internet Movie Database
- Michael Bay pe AllRovi
- http://www.cinemagia.ro/actori/michael-bay-1279/